# Суриды
Династия Суридов или Сури (пушту د سوریانو ټولواکمني‎) — средневековая мусульманская династия правителей Северной Индии пуштунского происхождения (1539—1555), основанная бихарским военачальником Шер-ханом, последняя династия Делийского султаната.

## Происхождение династии

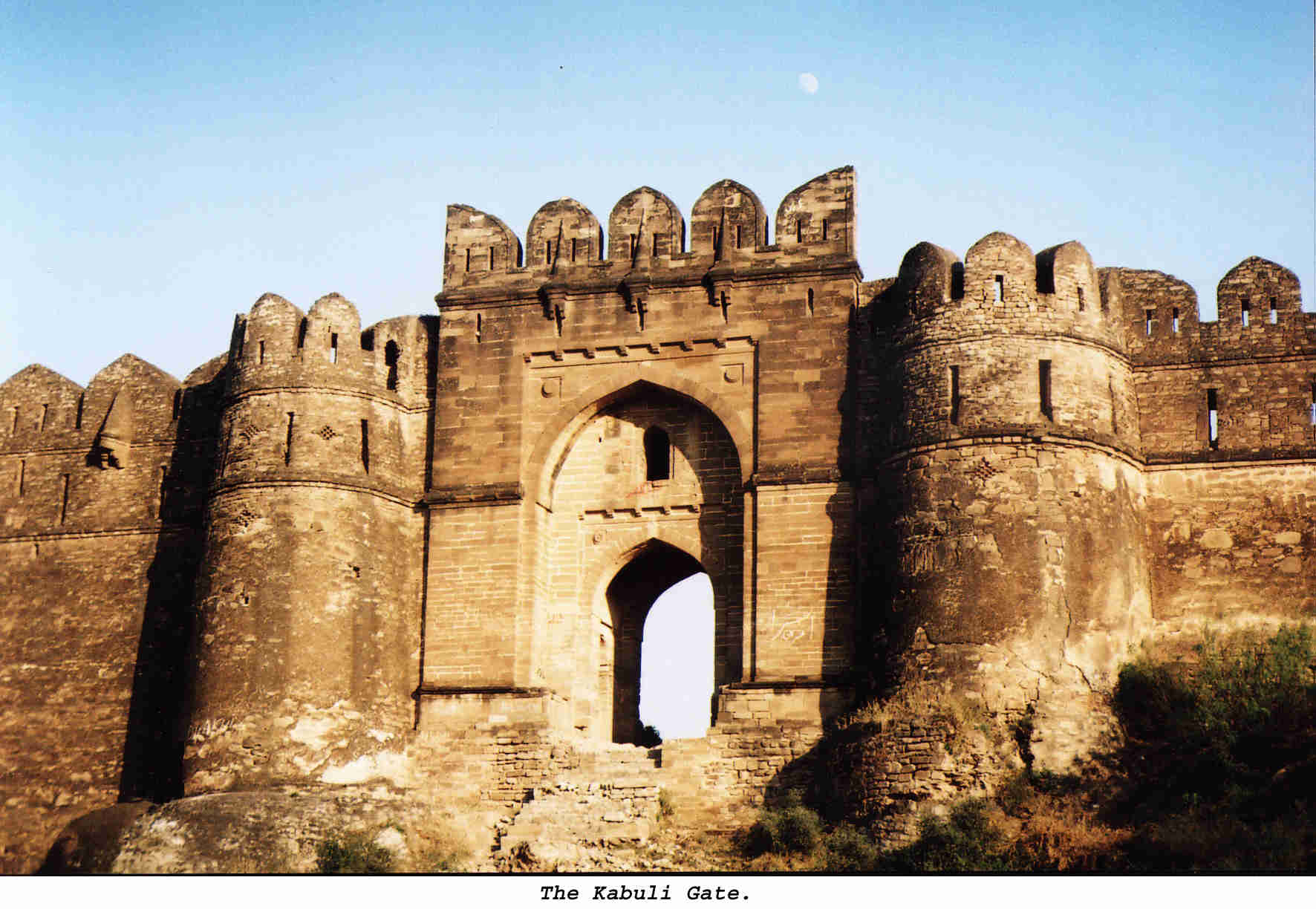
Крепость Рохтас, возведённая Шер-шахом в 1541—1543 годах для обороны Пенджаба от Хумаюна, объект Всемирного наследия ЮНЕСКО в Пакистане

Династия Суридов происходила из пуштунского племени сур, переселившегося в Индию из Афганистана во время правления делийского султана Бахлул-хана Лоди (1451—1489). Один из предводителей племени, Хасан-хан ибн Ибрахим-хан Сури, получил в тот период от правителя Джаунпура Джамал-хана в джагир города Сасарам, Хаспур и Танд.
Сын Хасан-хана Фарид-хан Сури получил образование в Джаунпуре, после чего по поручению отца занялся управлением и благоустройством его джагира, в чём весьма преуспел. В 1522 году Фарид-хан ибн Хасан-хан поступил на службу к афганскому правителю Бихара Бахар-хану Лохани, от которого Фарид-хан за преданность и отвагу получил титул Шер-хан («Лев-повелитель»). После битвы при Панипате в 1526 году Шер-хан Сури перешел на службу к Бабуру и в 1528 году при его поддержке отнял у своих сводных братьев джагир своего покойного отца. 
После смерти Бахар-хана Лохани в 1529 году Шер-хан Сури становится опекуном его малолетнего сына и наследника Джалал-хана, сосредоточив тем самым в своих руках власть над Бихаром. В 1530 году он захватывает крепость Чунар вместе с хранившейся в ней казной  династии Лоди (около 900 000 рупий).
Недовольство верхушки племени лохани возросшей властью Шер-хана Сури в Бихаре привело к тому, что в 1533 году вожди лохани вступили против него в союз с бенгальским султаном Гияс-ад-дин Махмуд-шахом, к которому вскоре сбежал несовершеннолетний Джалал-хан Лохани. В 1534 году Шер-хан разбил коалиционные бенгальско-лоханийские войска у Сураджгарха на берегу реки Киул. Эта победа полностью устранила с политической сцены племя лохани и сломила военную мощь Бенгалии, а Шер-хан Сури стал фактически независимым правителем Бихара и значительной части Бенгалии. Под его знаменами собираются афганские племена, недовольная властью Великих Моголов. 
В 1535 году Шер-хан захватил бенгальские территории до Бхагалпура, в 1537 году осадил и 6 апреля 1538 года взял столицу Бенгалии город Гаур. Махмуд-шах бежал к Великому моголу Хумаюну, который вскоре во главе внушительного войска вторгся в Бенгалию и овладел Гауром. Шер-хан Сури отступил в Бихар и заперся в крепости Рохтас.

## Возвышение династии
27 июня 1539 года Шер-хан Сури разбил армию Великого могола Хумаюна у Чаусы, близ Буксара. Хумаюн спасся бегством, а Шер-хану достались вся Бенгалия и Джаунпур. В декабре 1539 года Шер-хан Сури короновался под именем Шер-шаха и принял титул султана (шаха) Северной Индии. В мае 1540 года при Канаудже Шер-шах одержал окончательную победу над 40-тысячной армией Хумаюна, после чего Великий могол надолго оставил Северную Индию. Шер-шах занял Дели, где вновь был коронован. К 1542 году Шер-шаху покорились Гвалиор, Малва, Удджайн, Синд и Пенджаб. В 1544 году Шер-шах во главе 80-тысячной армии вторгся в Раджпутану, завоевал Аджмир, Джодхпур и Читор, однако вскоре погиб от взрыва бомбы при осаде крепости Каланджар. Впервые в истории раджпутские княжества стали вассалами мусульманского правителя Дели.

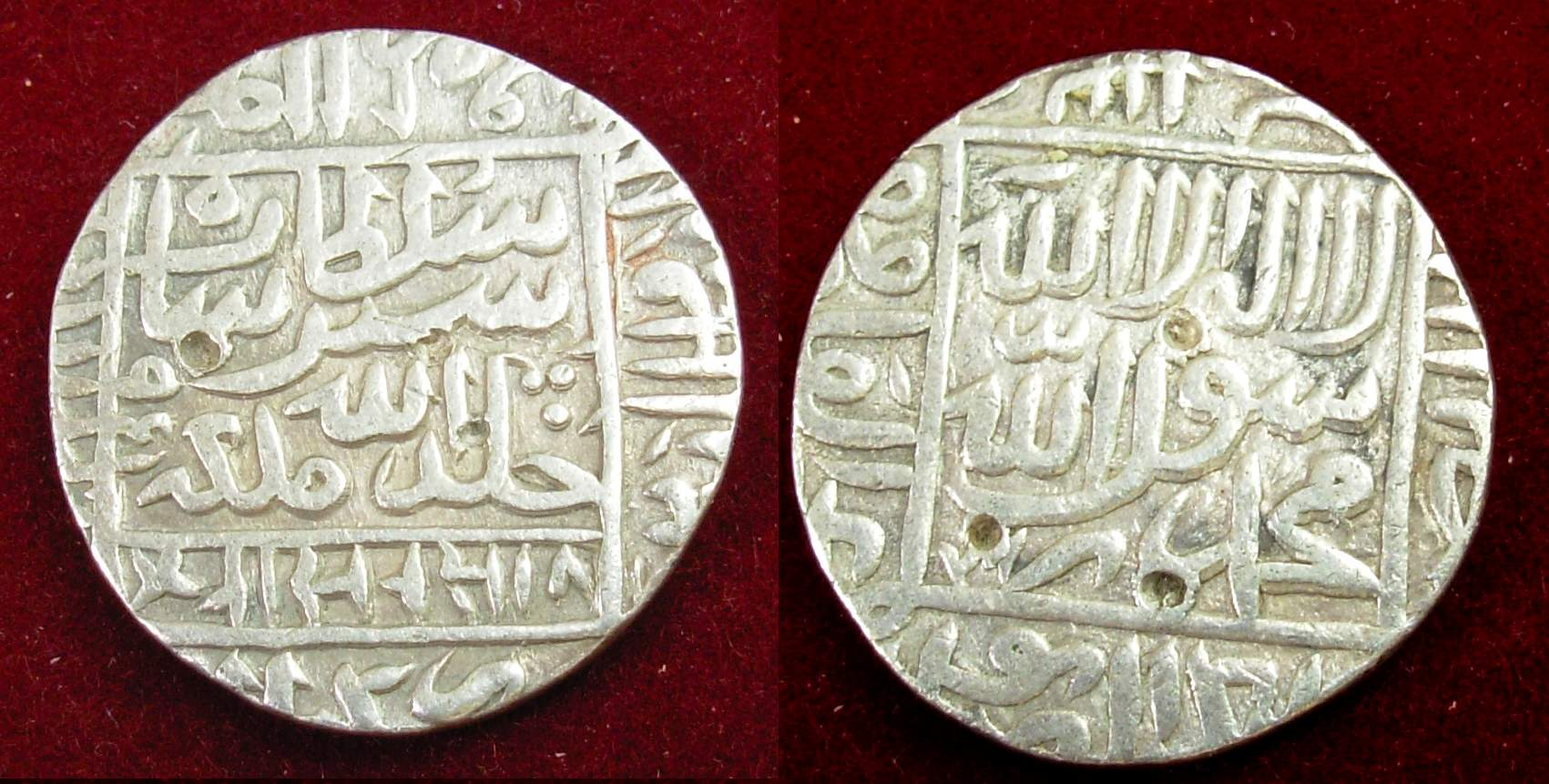
Серебряная рупия в 178 гран, впервые введённая Шер-шахом Сури и имевшая хождение с незначительными изменениями до начала XX века

В период правления Шер-шаха были проведены многие важные административные и финансовые реформы. Кроме прочего, по его указанию был начат обмер пахотных земель, Шер-шах установил твердые ставки земельного налога, упорядочил взимание торговых пошлин и первым начал выпуск полноценной рупии, ставшей прототипом современной индийской рупии. Экономическая политика Шер-шаха привела к оживлению торговли, чему так же содействовало масштабное строительству дорог. Шер-шаху приписывается устройство 1700 караван-сараев вдоль торговых и иных путей.
Административная политика Шер-шаха имела своим результатом значительное укрепление центральной власти и ослабление позиций местной знати. Государство было разделено на 47 административных единиц (саркаров), которые, в свою очередь, делились на несколько налоговых районов (паргана). Шер-шах проводил мудрую политику религиозной терпимости по отношению к индуизму и широко привлекал индусов для военной, административной и иной службы на благо своей империи. 
Фарид ад-дину Шер-шаху в 1545 году наследовал его сын Джалал ад-дин Ислам-шах, против которого выступил другой сын Шер-шаха Адил-хан. Вскоре однако Ислам-шах разгромил войска Адил-хана при Сикри и утвердился у власти. Ислам-шах направил свои усилия на покорение мятежных афганских амиров и завоевание пенджабского племени гакхаров, он перераспределил джагиры придворных и сановников, наделив ими людей, лично ему обязанных своим положением. При Ислам-шахе были укреплены западные границы государства в районе Кашмира.

## Междоусобицы и конец династии

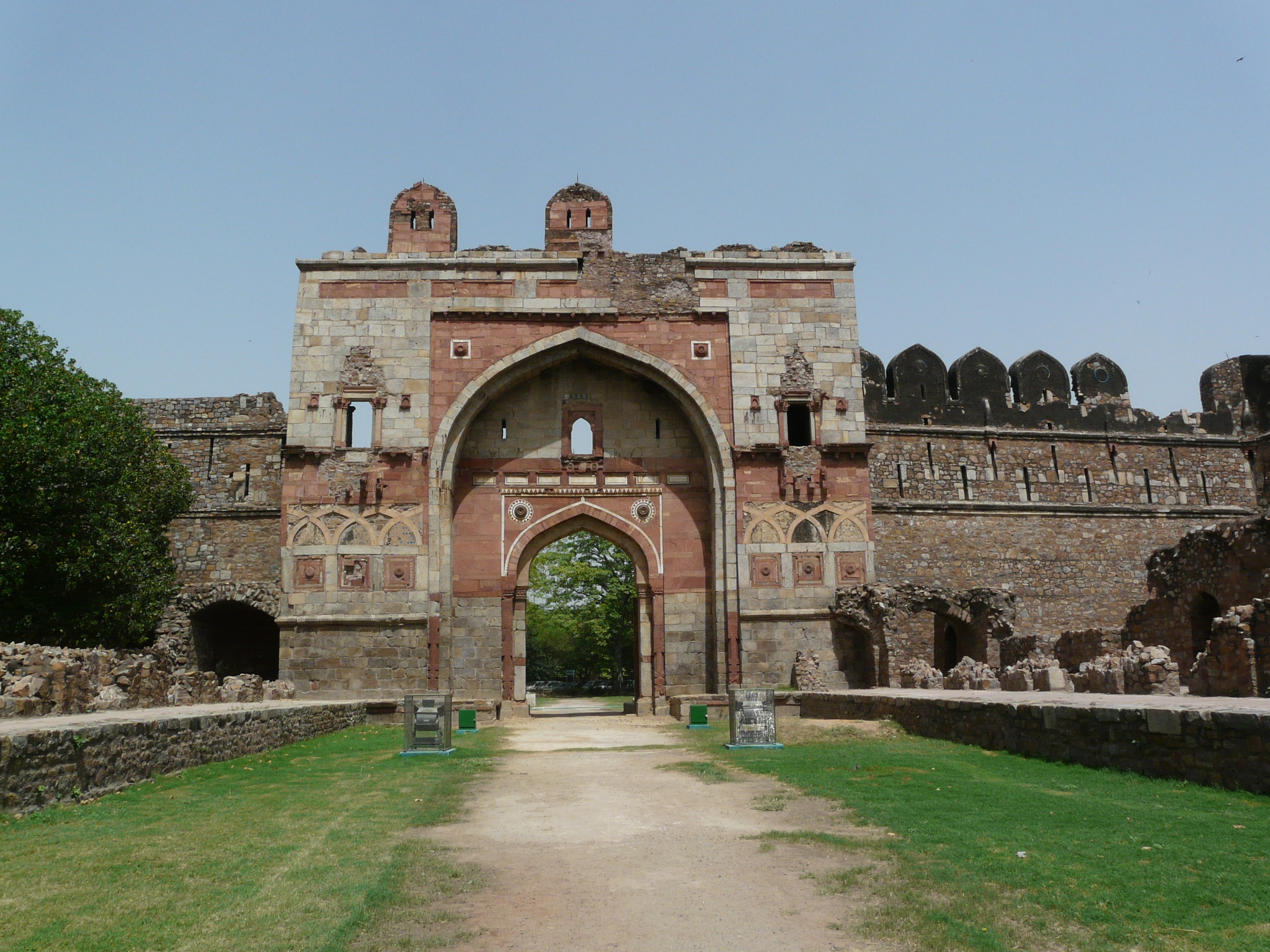
Одни из ворот Дели (рядом с Пурана-Кила), возведённые при Суридах

Умершему в 1554 году Ислам-шаху наследовал его 12-летний сын Фируз-шах, который через месяц после коронации был убит Абу-л-Музаффаром Мухаммадом Адил-шахом (уб. 1557), сыном Низам-хана Сури, одного из братьев Шер-шаха. Узурпировав престол, Мухаммад Адил-шах попытался придать своей власти вид легитимности, однако другие члены династии Суридов не захотели признать его султаном и подняли восстание. 
Среди прочих, вали Бенгалии Мухаммад-хан Сури заявил о своей независимости и объявил себя бенгальским султаном под именем Шамс ад-дина Мухаммад-шаха. Наместник Малвы Баз-Бахадур так же провозгласил себя независимым малавским султаном. В 1555 году двоюродный брат Шер-шаха Ибрахим-хан ибн Гази-хан Сури (ум. 1567/8) захватил Дели и сверг Мухаммада Адил-шаха. Вскоре полководец и бывший визирь султана Мухаммада Адил-шаха, индус Хему, нанес поражение султану Ибрахим-шаху Сури при Калпи. В то же время против нового султана Ибрахим-шаха незамедлительно восстал вали Пенджаба Ахмад-хан ибн Исмаил-хан Сури (ум. 1559), другой двоюродный брат Шер-шаха, объявивший себя султаном под именем Сикандар-шаха. Таким образом, в 1555 году в Северной Индии было одновременно три султана (не считая султана Бенгалии), оспаривавших власть друг у друга: Мухаммад Адил-шах, Ибрахим-шах III и Сикандар-шах III. Это означало фактический распад государства Суридов.
Воспользовавшись сложившейся ситуацией, Великий могол Хумаюн вновь вторгся в Индию и феврале 1555 года захватил Лахор. В мае 1555 года войска Хумаюна разбили армию султана Сикандар-шаха Сури в битвах у Мачивары и у Сирхинда, после чего Хумаюн занял Дели, где и умер 26 января 1556 года. Сикандар-шах отступил в Пенджаб, где продолжил сражаться с могольскими войсками под предводительством Байрам-хана после смерти падишаха Хумаюна. В это же самое время Хему разбил и убил в Чхапаргхате султана Бенгалии Шамс ад-дина Мухаммад-шаха Сури. 
Воспользовавшись временной дезорганизацией могольских сил, вызванной смертью падишаха, Хему выступил из Бенгалии и 6 октября 1556 года взял Дели. Не желая видеть на престоле никого из Суридов, Хему 7 октября 1556 года короновался императором Индии по индуистской традиции, приняв древний санскритский титул самрат и взяв тронное имя Чандра Викрамадитья (санскр. «Сверкающая мощь»).
Однако правление самрата Чандры Викрамадитьи продолжалось всего месяц: 5 ноября 1556 года во второй битве при Панипате его войска были разгромлены могольской армией во главе с молодым падишахом Акбаром и регентом Байрам-ханом, сам он был смертельно ранен на поле боя, захвачен в плен и обезглавлен. В мае 1557 года могольские войска осадили султана Сикандар-шаха Сури в крепости Манкот и принудили его сдаться в обмен на обещание сохранить ему жизнь и владения. Спустя два года Сикандар-шах мирно скончался у себя в имении. В том же 1557 году армия Адил-шаха Сури была разбита в Бихаре бенгальцами, а сам он погиб.

## Бенгальская ветвь династии
Мухаммад-хан Сури был назначен вали Бенгалии в 1545 году, а в 1554 году он провозгласил себя независимым султаном Бенгалии под именем Шамс ад-дина Мухаммад-шаха. Несмотря на то, что в 1555 году он был разбит и убит в Чхапаргхате полководцем Хему, его сын Гияс-ад-дин Бахадур-шах II в том же году захватил Бенгалию и провозгласил себя султаном. В том же году Гияс-ад-дин Бахадур-шах II разбил и убил султана Адил-шаха Сури. К концу своего правления Гияс-ад-дин Бахадур-шах II попытается захватить Джаунпур, однако потерпел поражение от моголов. В 1561 году султаном Бенгалии становится брат Бахадур-шаха II Гияс-ад-дин Джалал-шах Сури, который находился на престоле только два года. В 1563 году ему наследовал его сын, который через несколько месяцев был убит. Последний суридский султан Бенгалии Гияс-ад-дин Бахадур-шах III (1563—1564) был свергнут и убит афганцем Тадж-ханом Каррани, основавшим новую династию султанов Бенгалии.